# Oudry
Oudry ist eine französische Gemeinde mit 384 Einwohnern (Stand: 1. Januar 2022) im Département Saône-et-Loire in der Region Bourgogne-Franche-Comté (vor 2016 Bourgogne). Sie gehört zum Arrondissement Charolles und zum Kanton Charolles (bis 2015 Palinges). Die Einwohner werden Uldiérois genannt.

## Geographie
Oudry liegt etwa 51 Kilometer ostsüdöstlich von Chalon-sur-Saône.
Nachbargemeinden von Oudry sind Marly-sur-Arroux im Norden und Nordwesten, Perrecy-les-Forges im Osten und Nordosten, Génelard im Osten, Palinges im Süden und Südosten, Saint-Vincent-Bragny im Südwesten sowie Chassy im Westen.

## Bevölkerungsentwicklung
| Jahr                      | 1962 | 1968 | 1975 | 1982 | 1990 | 1999 | 2006 | 2013 |
| Einwohner                 | 418  | 393  | 348  | 368  | 386  | 355  | 379  | 401  |
| Quelle: Cassini und INSEE |      |      |      |      |      |      |      |      |

## Sehenswürdigkeiten
- Kirche Saint-Martin
- Burg Le Montot